# Miroslava Vavrinec
Miroslava (Mirka) Vavrinec (Bajmóc, Csehszlovákia; 1978. április 1. –) svájci teniszezőnő, 2002-ben, egy lábsérülés miatt hagyta abba a profi teniszezést. Roger Federer teniszező felesége, a 2000-es sydneyi olimpián találkoztak. 2009. július 23-án iker lányaik születtek, Charlene Riva és Myla Rose.
2014 május 6-án született a második ikerpár, ezúttal két fiú, Leo és Lennart "Lenny".
Vavrinec Csehszlovákiában született, de kétéves volt, amikor a családja Svájcba emigrált. 1987-ben, amikor Vavrinec kilencéves volt, az édesapja elvitte Martina Navratilova egy teniszmeccsére, és Navratilova ajánlotta Mirkának, hogy próbálja ki a teniszt, sőt később elküldte neki egy ütőjét és megszervezte az első teniszedzését is.